# Richard Lumley-Saunderson (4e comte de Scarbrough)
Richard Lumley-Saunderson (mai 1725 - 12 mai 1782) est un pair britannique, appelé vicomte Lumley de 1740 à 1752.

## Biographie
Il est nommé lieutenant adjoint de la West Riding of Yorkshire le 4 août 1757. Le 27 octobre 1759, il est nommé colonel du bataillon de milice du North Lincolnshire et est nommé lieutenant adjoint du Lincolnshire le 30 novembre 1761.
Il est Cofferer de la Maison et Comte-maréchal, député de 1765 à 1766, et admis au Conseil privé en 1765.
Il épouse Barbara, fille de George Savile (7e baronnet). Ses fils George Lumley-Saunderson, 5e comte de Scarbrough, Richard Lumley-Saunderson (6e comte de Scarbrough), et John Lumley-Savile (7e comte de Scarbrough), lui succèdent.